# USS Madison (DD-425)
USS Madison (DD-425) (Корабль Соединённых Штатов «Мэ́дисон») — американский эскадренный миноносец типа «Бенсон». Заложен на ферфи Boston Navy Yard 19 декабря 1938 года. Спущен 20 октября 1939 года, вступил в строй 6 августа 1940 года. Выведен в резерв 13 марта 1946 года. Из состава ВМС США исключён 1 июня 1969 года. 14 октября 1969 года потоплен как цель близ юго-восточного побережья Флориды авиацией и артиллерийским огнём эсминца DD 696 «English».

## Награды
Madison получил пять звезд за службу за участие во Второй мировой войне.